# Сундарбан

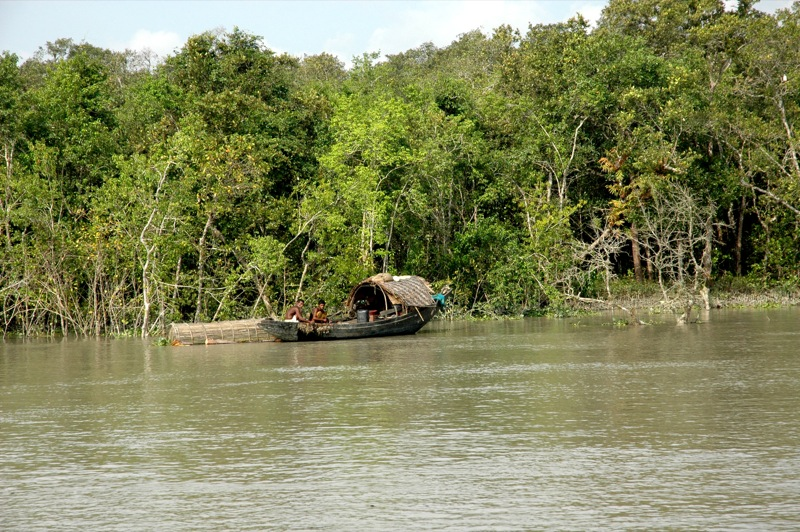

21°45′ пн. ш. 88°45′ сх. д. / 21.75° пн. ш. 88.75° сх. д.
Сундарбан (англ. Sundarbans, бенг. সুন্দরবন, Shundorbôn) — найбільший суцільний регіон галофітних мангрових лісів у світі, розташований в «дельті Гангу» — в дійсності, спільній дельті річок Ганг, Брахмапутра і Меґхна.
Назва «Сундарбан» може бути дослівно перекладена як «чудові джунглі» або «чудовий ліс» з бенгальської мови (sundar — «чудовий» і ban, «ліс» або «джунглі»). Але найбільш прийнята гіпотеза пропонує походження назви регіону від назви дерев сундарі (Heritiera littoralis), поширених в лісах Сундарбана. Інша версія пропонує походження цієї назви від слів «самудрабан» (samudraban, бенг. সমুদ্রবন, shomudrobôn — «морський ліс») або «чандра-бандх» (chandra-bandhe) — назви місцевого племені.
У нижній течії річка Ганг значно розширюється, формуючи широку дельту уздовж території Західного Бенгалу і Бангладеш, зливаючись з дельтою Брахмапутри. Приморська частина дельти історично була цілком вкрита мангровими лісами (мангрові ліси Сундарбану), зараз значна їх частина все ще зберігається. Далі, углиб материку, простягнулися прісноводні заболочені ліси Сундарбану. Загалом зараз ліси вкривають територію близько 10 тис. км², розділені приблизно навпіл між Індією та Бангладеш.
Сундарбан перетинає заплутана мережа припливних каналів, мілин, невеликих острівців, вкритих галофітними мангровими деревами. Район відомий як місце мешкання епонімічного бенгальського тигра (Panthera tigris tigris) та численними іншими видами фауни, включаючи численні види птахів, плямистого оленя, гавіала і численних змій.
Національний парк Сундарбан, розташований в Індії, з 1987 року входить до списку Світової спадщини ЮНЕСКО. Частина мангрових лісів Сундарбану на території Бангладеш була занесена до списку Світової спадщини пізніше, з 1997 року, як окремий об'єкт, «Сундарбан». Також Сундарбан є рамсарівською ділянкою з 21 травня 1992 року.
Родючі території дельти з давніх часів інтенсивно використовувалися людиною, і регіон вже був майже повністю вкритий сільськогосподарськими угіддями, тут залишалися лише нечисленні анклави недоторканого лісу. Лише зусиллями з відновлення лісів вдалося створити сучасну суцільну смугу лісів, відому як Сундарбан. Крім величезної цінності як місце збереження тигра та інших рідкісних тварин, ця територію служить для захисту мільйонів мешканців приміських районів Колкати від руйнівної дії частих цунамі.